# Équipe d'Algérie de football en 1994
L'équipe d'Algérie de football participe lors de cette année à la Qualifications à la Coupe d'Afrique des nations de football 1996. L'équipe d'Algérie est entraînée par Meziane Ighil puis Rabah Madjer.

## Déroulement de la saison

### Classement FIFA 1994
Le tableau ci-dessous présente les coefficients mensuels de l'équipe d'Algérie publiés par la FIFA durant l'année 1994.
| Mois | janv. | fév. | Mars | Avril | Mai | Juin | Juillet | Août | sept. | oct. | nov. | déc. |
| Rang | 35    | 37   | 37   | 38    | 46  | 48   | 48      | 48   | 50    | 58   | 55   | 57   |

### Classement de la CAF
Le tableau ci-dessous présente les coefficients mensuels de l'équipe d'Algérie dans la CAF publiés par la FIFA durant l'année 1994.
| Mois | janv. | fév. | Mars | Avril | Mai | Juin | Juillet | Août | sept. | oct. | nov. | déc. |
| Rang | 8     | 9    | 9    | 9     | 10  | 10   | 9       | 9    | 11    | 12   | 12   | 13   |

## Les matchs
| Date             | Stade, Ville, Pays                        | Adversaire | Score | Comp | Buteurs algériens |
| 4 septembre 1994 | Stade d'Addis-Abeba Addis-Abeba, Éthiopie | Éthiopie   | 0 - 0 | QCAN |                   |
| 14 octobre 1994  | stade du 5-Juillet-1962 Alger, Algérie    | Soudan     | 1 - 1 | QCAN | Zouani 64e        |
| 12 novembre 1994 | Mandela National Stadium Kampala, Ouganda | Ouganda    | 1 - 1 | QCAN | Tasfaout 28e      |
| 16 décembre 1994 | Stade Taïeb-Mehiri Sfax, Tunisie          | Tunisie    | 1 - 0 | A    |                   |

Légende: A : Match amical  / QCAN : Qualifications à la Coupe d'Afrique des nations de football 1996

### Bilan
| Rang | Équipe  | Pts | J | G | N | P | Bp | Bc | Diff |
| ---- | ------- | --- | - | - | - | - | -- | -- | ---- |
| #    | Algérie | 3   | 4 | 0 | 3 | 1 | 2  | 3  | -1   |